# ABL (유전자)

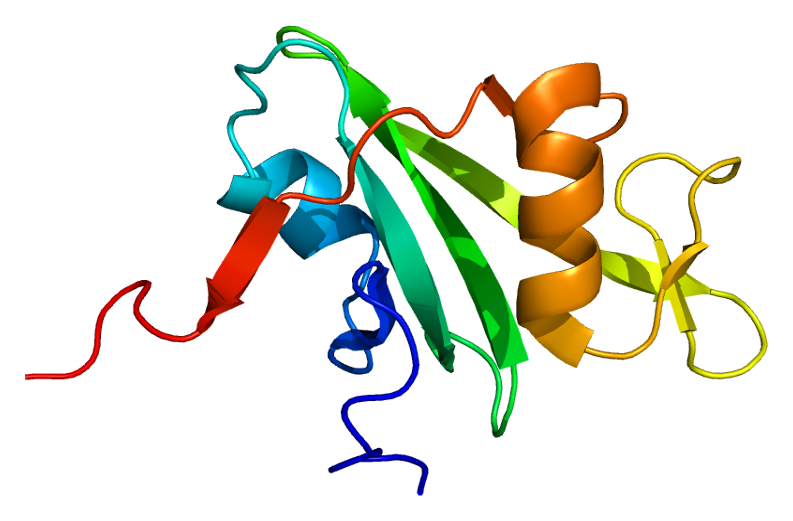

ABL은 만성 골수성 백혈병과 관련되어 있는 유전자이다. 평소 ABL 유전자가 9번 염색체에 정상적으로 위치할 때에는 백혈구의 증식 신호를 잘 통제할 수 있지만 염색체의 전위로 인해 22번 염색체의 BCR 유전자와 융합되면 백혈구의 증식신호를 잘 통제하지 못하게 된다.
1. 1 2 3  GRCh38: Ensembl release 89: ENSG00000097007 - 앙상블, May 2017
2. 1 2 3  GRCm38: Ensembl release 89: ENSMUSG00000026842 - 앙상블, May 2017
3. ↑  “Human PubMed Reference:”. 《National Center for Biotechnology Information, U.S. National Library of Medicine》.
4. ↑  “Mouse PubMed Reference:”. 《National Center for Biotechnology Information, U.S. National Library of Medicine》.